# Theodor Meynert
Theodor Hermann Meynert (født 15. juni 1833 i Dresden, død 31. maj 1892 i Klosterneuburg) var en østrigsk psykiater og neurolog.
Meynert blev Dr. med. i Wien 1861, docent i hjernens bygning og fysiologi 1865, prosektor ved byen Wiens sindssygeanstalt 1866, forstander for den psykiatriske klinik, professor i psykiatri 1870 og i nervesygdomme 1873. Hans hovedværk er Anatomie der Hirnrinde als Träger des Vorstellungslebens und ihrer Verbindungsbahnen mit den empfindenden Oberflächen und den bewegenden Massen. Arbejdet, der er optaget i Leidesdorfs Lehrbuch der psychischen Krankheiten (1865), er grundlæggende, idet Meynert i det indfører delingen af banerne i hjernen i projektions- og associationstråde. Af hans øvrige skrifter mærkes Bau der Grosshirnrinde (1869) og Psychiatrie, af hvilken der dog kun udkom 1 bind. Meynert var redaktør af »iener Jahrbücher für Psychiatrie og medudgiver af Berliner Archiv für Psychiatrie und Nervenkrankheiten.